# Лаптєв Віктор Петрович
Лаптєв Віктор Петрович (24.12.1925 — 7.03.1974) — радянський офіцер, учасник Радянсько-німецької війни, стрілець 241-го гвардійського стрілецького полку 75-ї гвардійської стрілецької дивізії 30-го стрілецького корпусу 60-ї Армії Центрального фронту, Герой Радянського Союзу (17.10.1943), гвардії червоноармієць, пізніше — капітан ІІ рангу.

## Біографія
Народився 24 грудня 1925 року в с. Решети (Нижньоінгашський район, Красноярський край). Закінчив десятирічку.
В січні 1943 року призваний до Червоної Армії і направлений в піхотне училище м. Ачинська (Красноярський край). В серпні 1943 року через важке становище на фронті курсантів училища відправили на поповнення діючої армії у званні червоноармійців. Лаптєв став стрільцем 241-го гвардійського стрілецького полку 75-ї гвардійської стрілецької дивізії.
В. П. Лаптєв особливо відзначився при форсуванні ріки Дніпро північніше Києва восени 1943 року, у боях при захопленні та утриманні плацдарму на правому березі Дніпра в районі сіл Глібівка та Ясногородка (Вишгородський район Київської області). 23 вересня 1943 року, форсувавши разом із полком ріку Дніпро, самовіддано діяв на посаді зв'язкового, забезпечуючи зв'язком взводи своєї роти і одночасно підносячи набої. Був нагороджений медаллю «За відвагу».
23-25 вересня бере участь в важких боях за утримання плацдарму. Командир 241-го гвардійського стрілецького полку гвардії підполковник Бударін М. П. в нагородному листі написав, що рота, в якій знаходився Лаптєв, була розрізана противником на частини. Лаптєв разом із п'ятьма бійцями був оточений німцями у кількості до 40 солдатів. Лаптєв взяв командування на себе, сказавши: « Живими не здамося». Шість годин група відбивалася від ворога, який провів сім безуспішних атак. В цьому бою Лаптєв знищив 15 гітлерівців, після чого підняв бійців в атаку, гранатами вони прорвали оточення і вийшли до своїх. 25.09.1943 року в нічній розвідці Лаптєв гранатами знищив станковий кулемет з обслугою, від якого підрозділ ніс втрати. Повернувшись із розвідки дав цінні відомості про вогневі точки ворога, завдяки чому вони були подавлені артилерією.
Указом Президії Верховної Ради СРСР від 17 жовтня 1943 року за мужність і героїзм проявлені при форсуванні Дніпра і утриманні плацдарму гвардії червоноармійцю Лаптєву Віктору Петровичу присвоєне звання Героя Радянського Союзу з врученням ордена Леніна і медалі «Золота Зірка».
В червні 1944 року був направлений на навчання до Військово-морського авіаційно-технічного училища ім. Молотова, що розташовувалося у м. Перм. По закінченню в 1945 році отримав звання старший сержант, служив на флоті. В 1950 році поступив до Київського вищого військово-морського політичного училища, яке закінчив у 1953 році і отримав звання «лейтенант». Служив у Севастополі на лінкорі Новоросійськ, був вахтеним офіцером під час загибелі лінкору у 1955 році. Служив в бригаді торпедних катерів в Севастополі, в інших військово-морських з'єднаннях у містах Полярний, Феодосія, с. Роста Мурманської області, в тому числі на підводних човнах. В 1960 році закінчив Військово-політичну академію ім. В. І. Леніна. Мав звання капітан другого рангу.
Помер 7 березня 1974 року в госпіталі м. Североморськ після автомобільної аварії. Похований у м. Севастополь на кладовищі Героїв.

## Нагороди
- медаль «Золота Зірка» № 1561 Героя Радянського Союзу (17 жовтня 1943)
- Орден Леніна
- Медалі

## Пам'ять
- Ім'ям Героя названа одна з вулиць с. Нижня Пойма (Нижньоінгашський район, Красноярський край)[6].
- На батьківщині Героя в с. Нижній Інгаш його ім'я увічнено в меморіалі Пам'яті учасникам Великої Вітчизняної війни[7].
- У навчальному центрі Сухопутних військ Збройних сил України «Десна» встановлено бюст Героя.